# Шаванн-ле-Шен
Шаванн-ле-Шен (фр. Chavannes-le-Chêne) — громада  в Швейцарії в кантоні Во, округ Юра-Нор-Водуа.

## Географія
Громада розташована на відстані близько 55 км на захід від Берна, 30 км на північ від Лозанни.
Шаванн-ле-Шен має площу 4 км², з яких на 5,8% дозволяється будівництво (житлове та будівництво доріг), 82,8% використовуються в сільськогосподарських цілях, 11% зайнято лісами, 0,5% не є продуктивними (річки, льодовики або гори).

## Демографія
2019 року в громаді мешкало 311 осіб (+22,9% порівняно з 2010 роком), іноземців було 10%. Густота населення становила 78 осіб/км².
За віковим діапазоном населення розподілялося таким чином: 20,9% — особи молодші 20 років, 61,1% — особи у віці 20—64 років, 18% — особи у віці 65 років та старші. Було 143 помешкань (у середньому 2,2 особи в помешканні).
Із загальної кількості 63 працюючих 13 було зайнятих в первинному секторі, 17 — в обробній промисловості, 33 — в галузі послуг.